# Else Wenz-Viëtor
Else Wenz-Viëtor, née le 30 avril 1882 à Sorau et morte le 29 mai 1973 à Icking, est une designeuse et illustratrice allemande.
Elle illustre environ 150 livres au cours de sa vie et est considérée comme l'illustratrice d'albums la plus célèbre des années 1920 et 1930 en Allemagne. 
Outre son travail dans la littérature jeunesse, elle est une designeuse de renom. Elle réalise de nombreux objets, des textiles, des papiers peints et de la décoration intérieure.
Elle publie sous ses deux noms d'épouse : Else Rehm-Viëtor et Else Wenz-Viëtor.

## Biographie
Else Viëtor est née le 30 avril 1882 à Sorau, dans l'actuelle Pologne. Devenue orpheline, elle est élevée par ses grands-parents à Fribourg-en-Brisgau.
De son grand-père, elle hérite l'amour des plantes et des animaux qui seront plus tard ses motifs préférés. Elle apprend à dessiner en grande partie en autodidacte mais, à partir de 1901, elle fréquente l'École des arts appliqués de Munich avant de poursuivre ses études à la Münchner Frauenakademie (Académie des femmes de Munich). Elle suit également des cours particuliers auprès des artistes Angelo Jank et Heinrich Knirr et rejoint une société de femmes artistes. 
Elle devient artiste indépendante professionnelle après avoir participé à des concours organisés par Faber-Castell. Elle fréquente également le Café Stefanie, un lieu de rencontre bohème populaire à Munich,.
Elle réalise des portraits d’artistes célèbres du quartier artistique de Schwabing. À cette époque, elle épouse le peintre Carl Rehm. Ils ont un fils, Hans, avant de divorcer en 1913. La même année, elle épouse l'architecte Paul Wenz (Architecte) (de). Il a déjà une fille et ils ont encore trois enfants ensemble. 
À partir de 1933, elle dirige la Ligue nationale-socialiste des femmes  d'Icking, tandis que son mari est membre du Parti national-socialiste et  Truppenführer à la Sturmabteilung à Icking,. Après la guerre, elle et son mari sont soumis à la dénazification et leur maison à Icking est confisquée par l'armée américaine.  
Leur fille Hedda Obermaier-Wenz est formée au dessin par sa mère et pratique un style très semblable. Elle illustre environ 60 livres pour enfants et des pochettes de disques et est membre de l'association Werdenfelser Künstler dans la région de Werdenfelser Land,.
Else Wenz-Viëtor décède à Icking le 29 mai 1973-05-29.

## Carrière artistique
En 1903, Else Wenz-Viëtor illustre son premier livre, Das Buch vom Kinde. À partir de 1909, elle travaille avec la maison d'édition Alfred Hahn et crée également des images pour le calendrier allemand pour enfants d'Auerbach. 
Dès 1908, Else Wenz-Viëtor est inscrite comme collaboratrice artistique permanente des Deutsche Werkstätten. Pour eux, elle conçoit des meubles, des verres et de la porcelaine, des lampes, des objets en métal, des bijoux, ainsi que des textiles et des papiers peints. Elle conçoit également des intérieurs et des espaces d'exposition et présente un salon de thé à l'Exposition du Werkbund de Cologne en 1914. Son style personnel est caractérisé par la symétrie et le dynamisme des lignes. Else Wenz-Viëtor travaille pour les Werkstätte jusqu'au milieu des années 1930,. 
En 1910, elle devient membre du Deutscher Werkbund, une association pour la promotion de l'innovation dans les arts appliqués et l'architecture.  
En 1920, Else Wenz-Viëtor commence collaboration très productive avec la maison d'édition Stalling d'Oldenbourg. Elle illustre pour eux 30 livres, avec un tirage total de plus d'un million d'exemplaires.
Else Wenz-Viëtor a souvent été comparée à une autre illustratrice allemande, Gertrud Caspari, mais elle-même se dit inspirée par le graphiste anglais Arthur Rackham. Suivant la tendance de l'époque, elle dessine souvent des plantes et des animaux avec des traits humains. Dans Sonnenkinderstuben (1925), elle peint un papillon avec un tablier et une mésange avec un foulard. La représentation humanisée des animaux se retrouve par exemple dans Die Schule im Walde (1931) avec des vers d' Adolf Holst (de) avec lequel elle conçoit au moins 11 autres livres.
De nombreux articles parus dans des revues d'arts appliqués, notamment dans les années 1920, témoignent de l'activité infatigable de la créatrice. Sa réussite lui permet de subvenir aux besoins de sa famille nombreuse dans les moments difficiles. 
Des éditions originales sont conservées dans des collections de musées comme le Metropolitan Museum of Art et se négocient sur le marché de l'art,.
Plusieurs de ses créations sont présentées à l'exposition Here We Are! Women in Design 1900 – Today en 2024-20245 au Design Museum de Bruxelles.

### Sélection de ses livres d'images
- (de) Auf dem Bauernhof – Ein Bilderbuch zum Aufstellen, Wiesbaden, Jos. Scholz-Mainz-Verlag, 1910
- (de) Nürnberger Puppenspielbuch, 1920
- (de) Schweinchen-Schlachten, Würstchen-Machen, Quieck-Quieck-Quieck, 1925
- (de) Der kleine Häwelmann (de), 1926
- (de) Schelmengesindel, Munich, Wilhelm Langewiesche-Brandt, 1928
- (de) Grünbart, das Moosmännchen, Oldenburg, Lappan Verlag (réimpr. 1985) (1re éd. 1928)
- (de) Im Blumenhimmel, 1929
- (de) Die Schule im Wald, 1931
- (de) Weihnachten, 1932
- (de) Bei den Osterhasen, 1934
- (de) Hochzeit im Winkel, 1934
- (de) Steig ein, mein Kind. Wir reisen durch’s Jahr, 1935
- (de) Das Nachtkind, 1942
- (de) Bienelinchens Abenteuer, 1949
- (de) St. Nikolaus in Not, Stalling Verlag, 1954
- (de) Zambi, der Elefant, Ars Sacra Josef Müller Verlag, 1954
- (de) Die glücklichen Mausleut, Oldenburg, Lappan Verlag, 1998 (ISBN 3-89082-210-X)